# 6878 Isamu
6878 Isamu è un asteroide della fascia principale. Scoperto nel 1994, presenta un'orbita caratterizzata da un semiasse maggiore pari a 2,4619508 UA e da un'eccentricità di 0,1838049, inclinata di 4,03963° rispetto all'eclittica.